# Мейе (Сувиньи)
Мейе́ (фр. Meillers) — коммуна во Франции, находится в регионе Овернь. Департамент коммуны — Алье. Входит в состав кантона Сувиньи. Округ коммуны — Мулен.
Код INSEE коммуны — 03170.

## Население
Население коммуны на 2008 год составляло 157 человек.
| 1962 | 1968 | 1975 | 1982 | 1990 | 1999 | 2008 |
| ---- | ---- | ---- | ---- | ---- | ---- | ---- |
| 267  | 309  | 240  | 225  | 173  | 169  | 157  |

## Экономика
В 2007 году среди 99 человек в трудоспособном возрасте (15—64 лет) 70 были экономически активными, 29 — неактивными (показатель активности — 70,7 %, в 1999 году было 68,9 %). Из 70 активных работали 66 человек (34 мужчины и 32 женщины), безработных было 4 (2 мужчин и 2 женщины). Среди 29 неактивных 8 человек были учащимися или студентами, 13 — пенсионерами, 8 были неактивными по другим причинам.

## Достопримечательности
- Церковь Сен-Жюльен (XI век). Была частью бенедиктинского монастыря. Исторический памятник с 1846 года.
- Замок Ла-Саль (XIII век). Расширен в XV веке. Исторический памятник с 7 ноября 2000 года.

## Фотогалерея

Мэрия
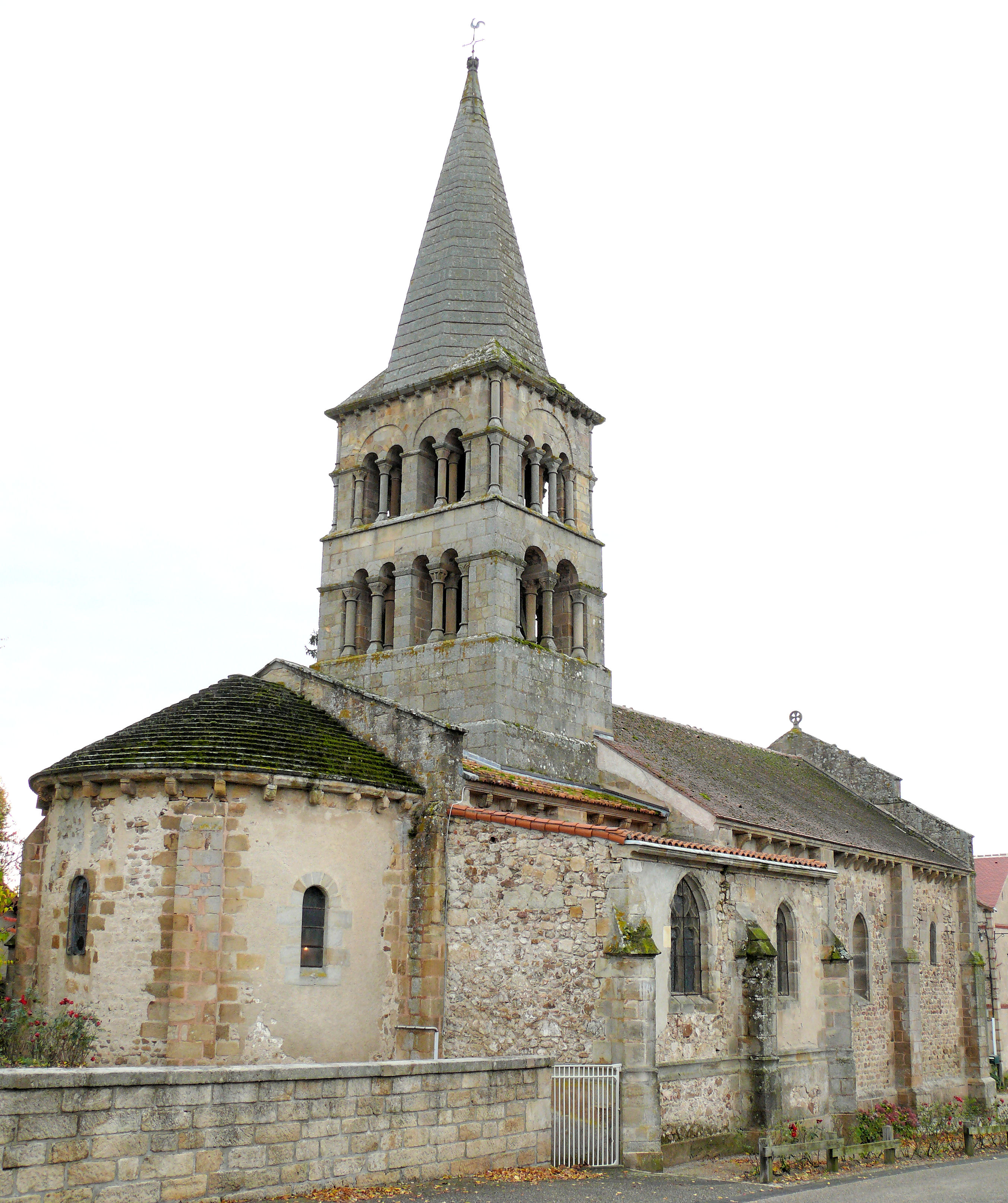
Церковь Сен-Жюльен
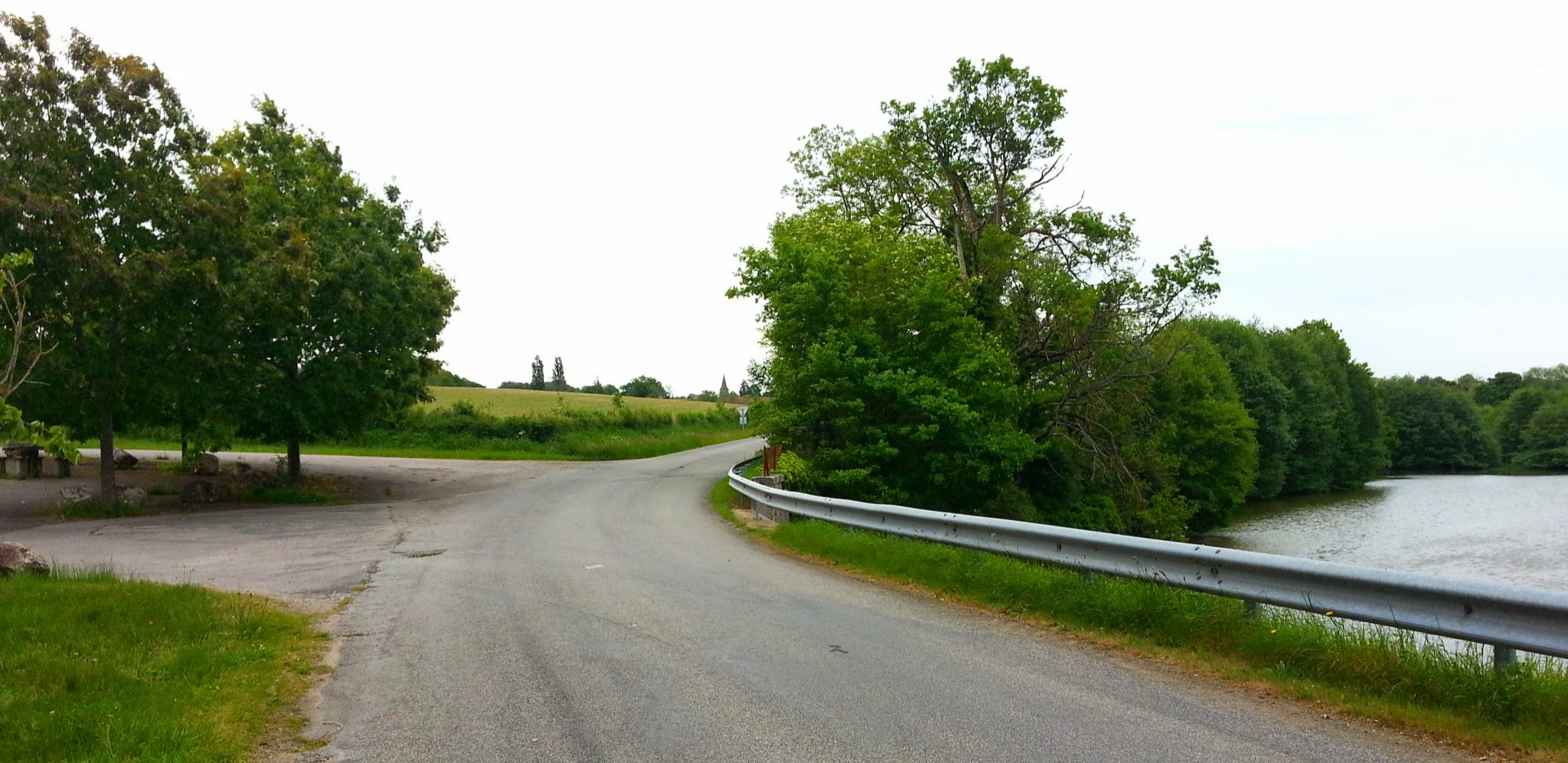